# Aliciella lottiae
Aliciella lottiae là một loài thực vật có hoa trong họ Polemoniaceae. Loài này được (A.G.Day) J.M.Porter mô tả khoa học đầu tiên năm 1998.